# Angkor Thom

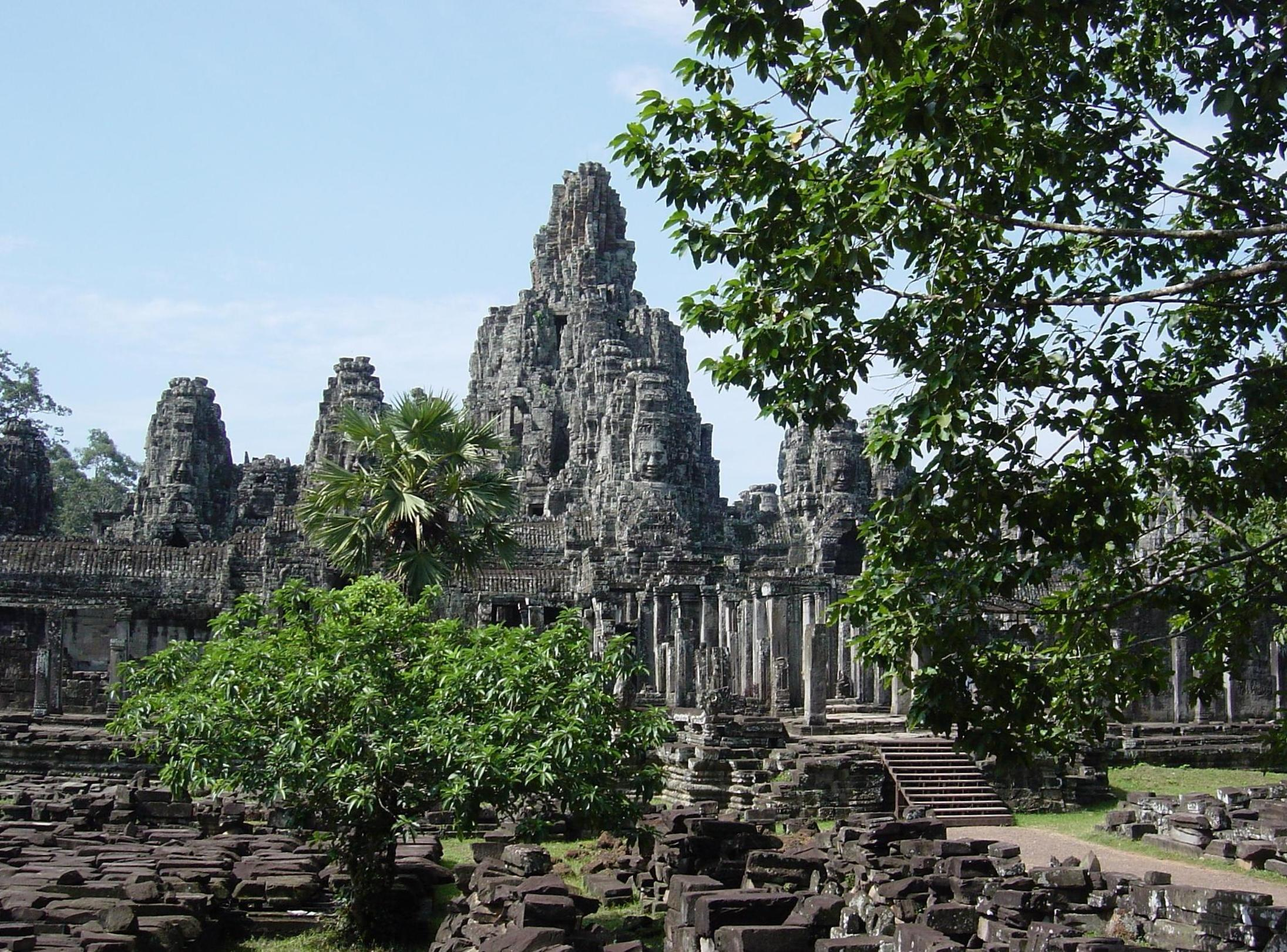
De Bayon-tempel

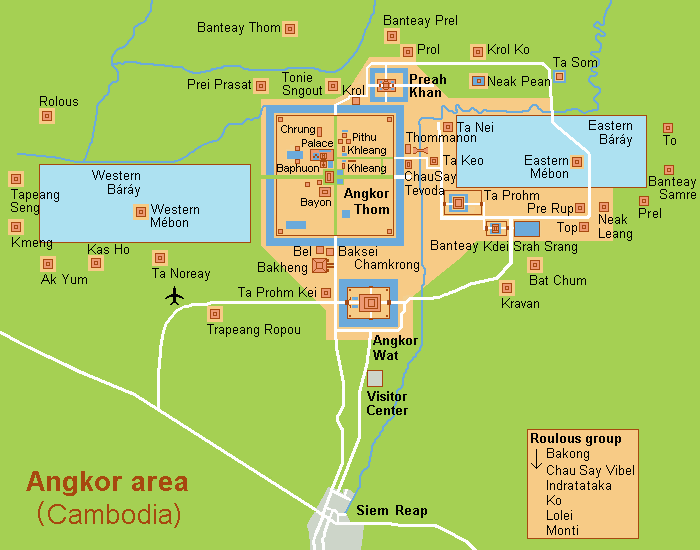
Angkor Thom én Angkor Wat

Angkor Thom is een ommuurd gedeelte van de ruïnestad Angkor in de Cambodjaanse provincie Siem Reap, aan de oever van de Siem Reap rivier. De ommuring van het centrale gedeelte van de stad werd in de 12e eeuw gebouwd in opdracht van koning Jayavarman VII.
Om de ommuring ligt een gracht. De muur heeft aan elke zijde een toegangspoort met brug, rijkelijk versierd met beelden. In Angkor Thom zijn een aantal van de bekendste ruïnes van Angkor te vinden, deels ouder dan de ommuring zelf. Voorbeelden zijn:
- Bayon
- Baphuon
- Phimeanakas (mogelijk geen tempel maar onderdeel van het koninklijk paleis)
- een bordes dat vanwege de steles van olifanten "terrace of the elephants" genoemd wordt
- een aansluitend bordes, dat "terrace of the leper king" genoemd wordt

## Galerij

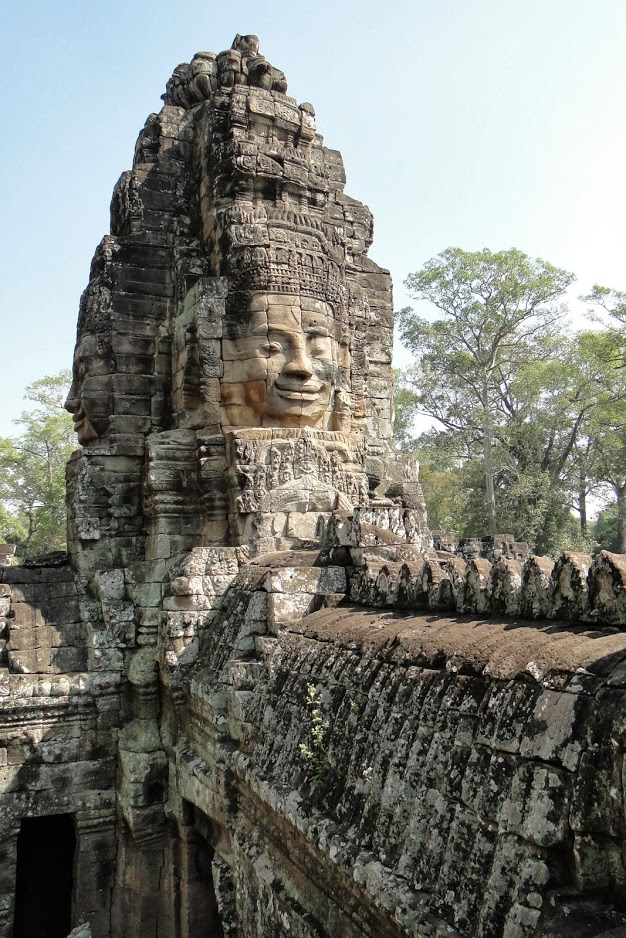
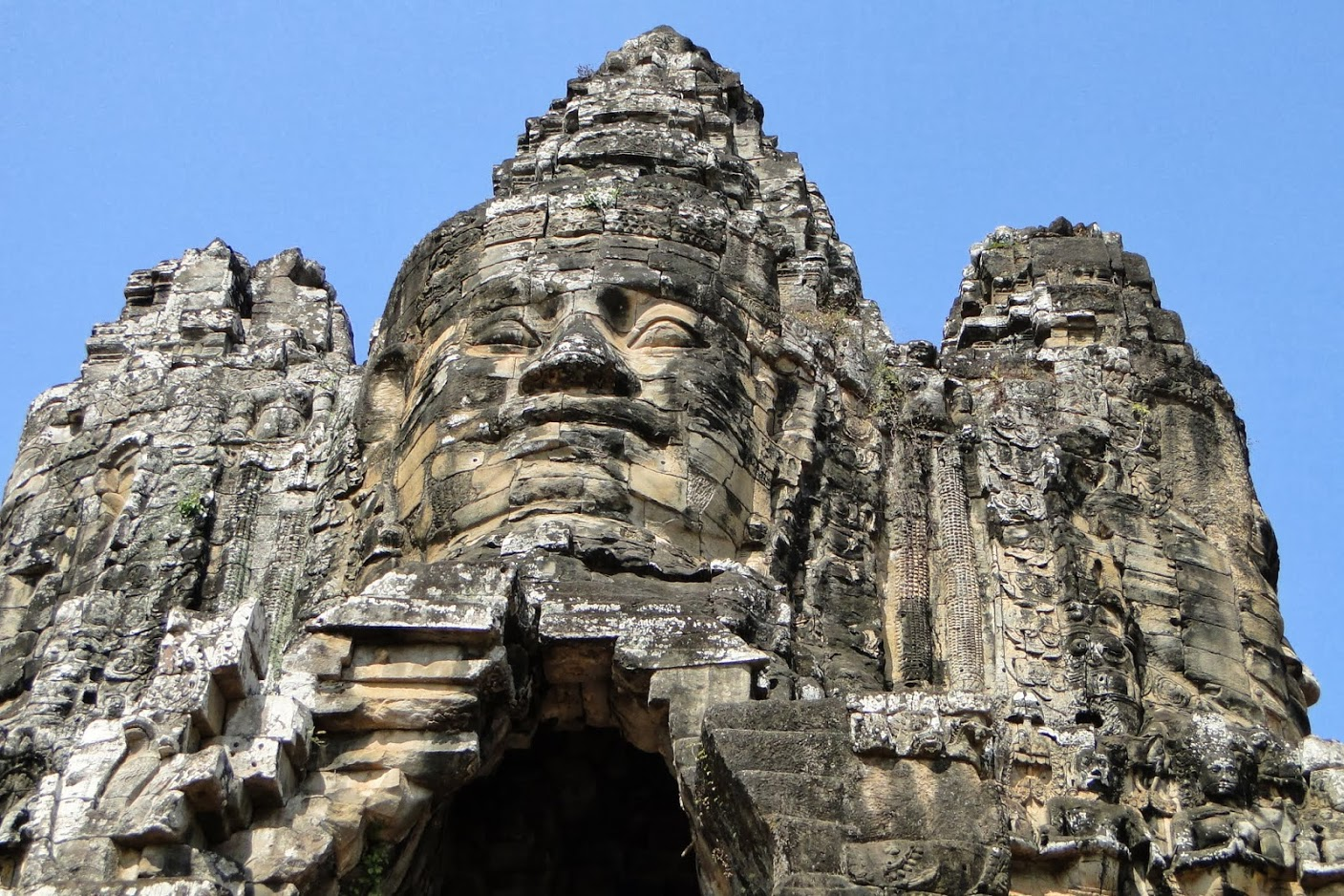
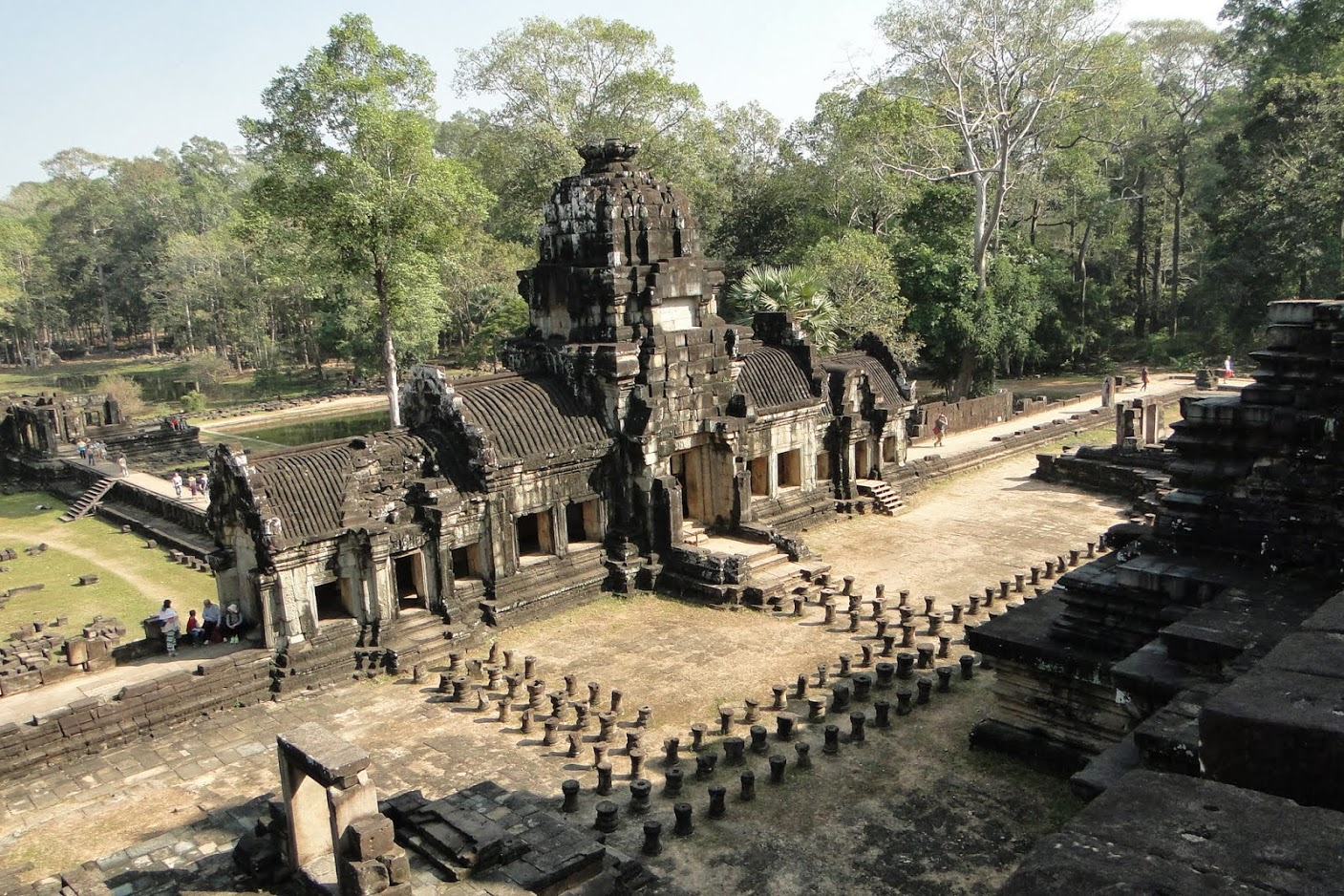
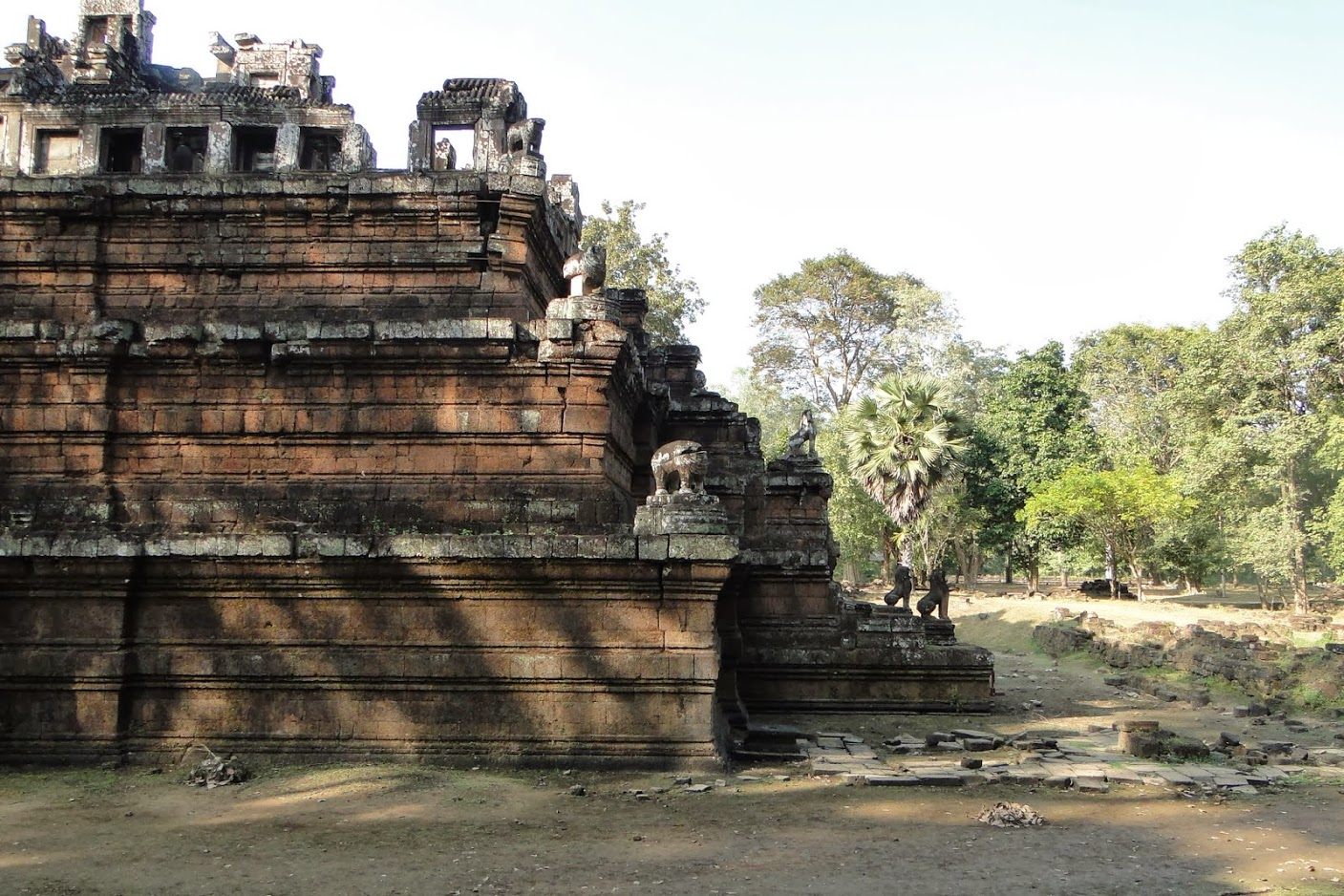
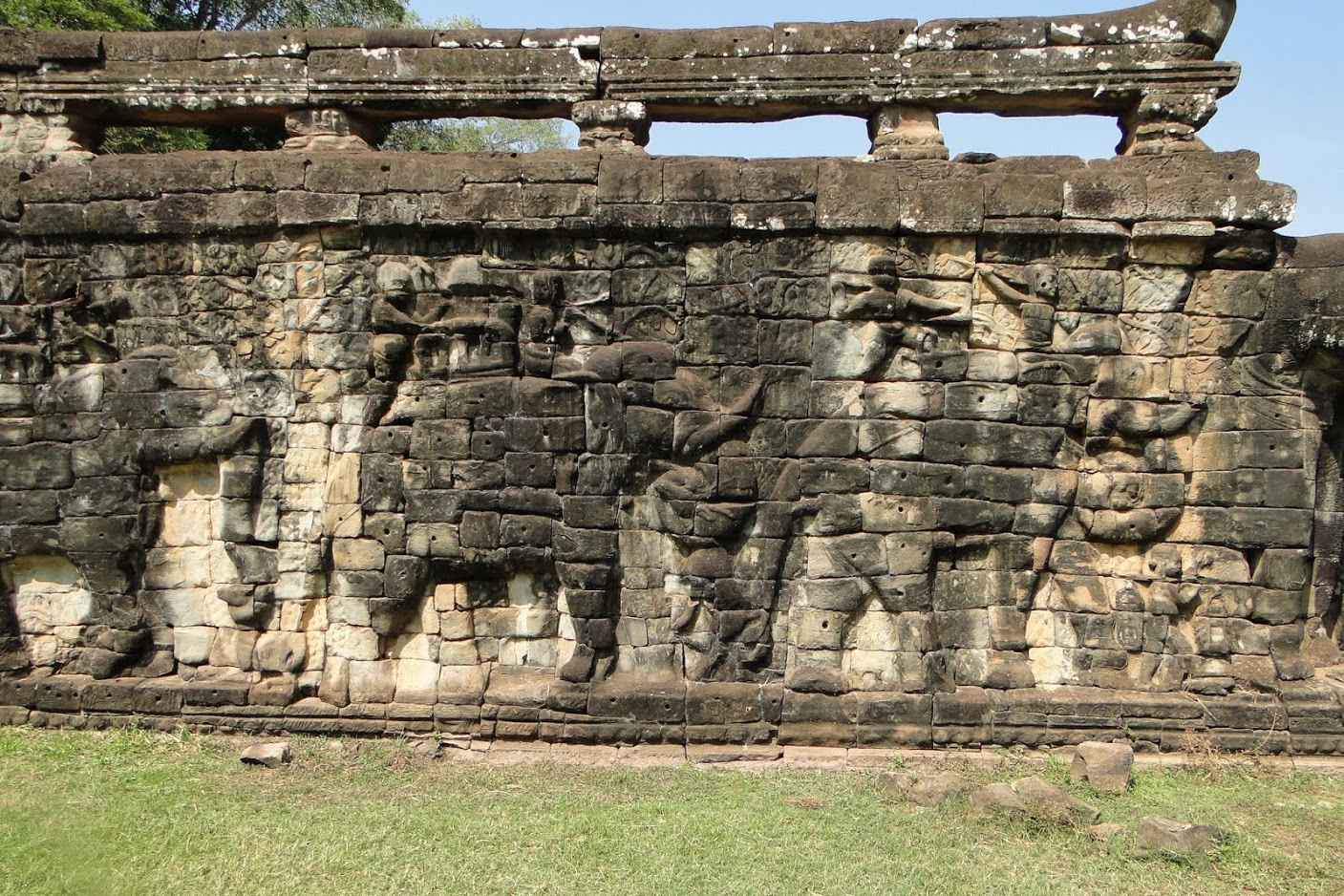
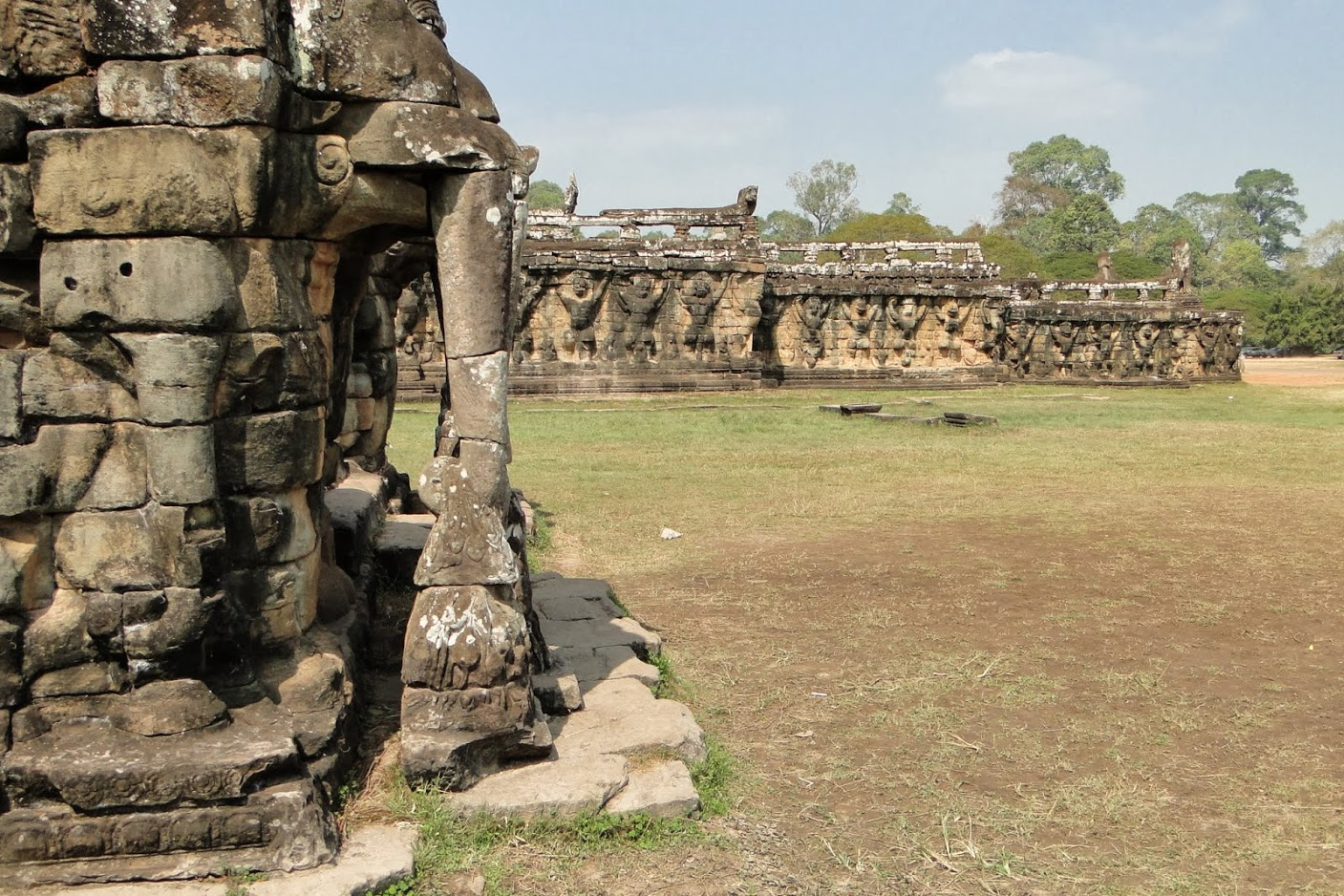
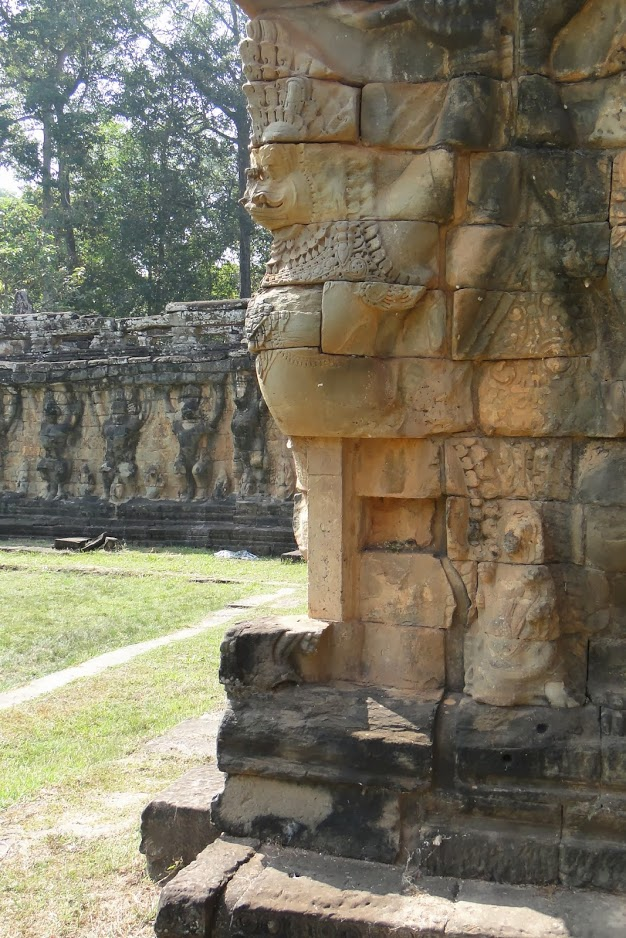
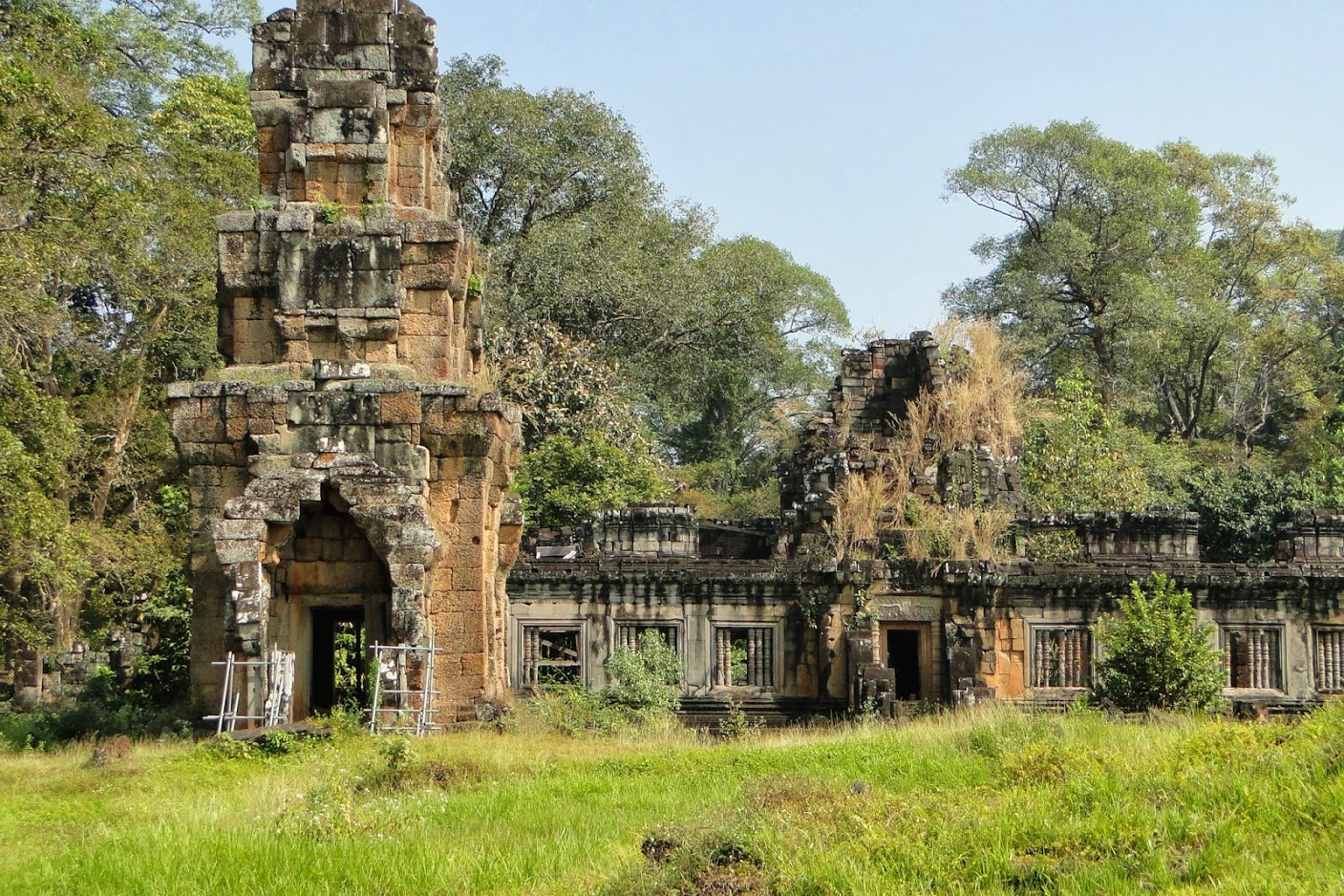
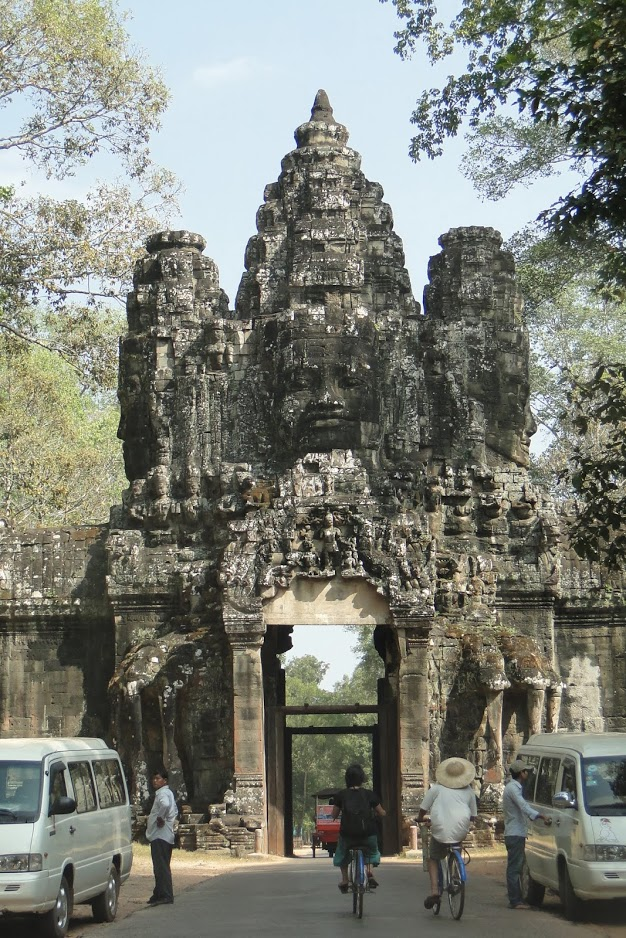
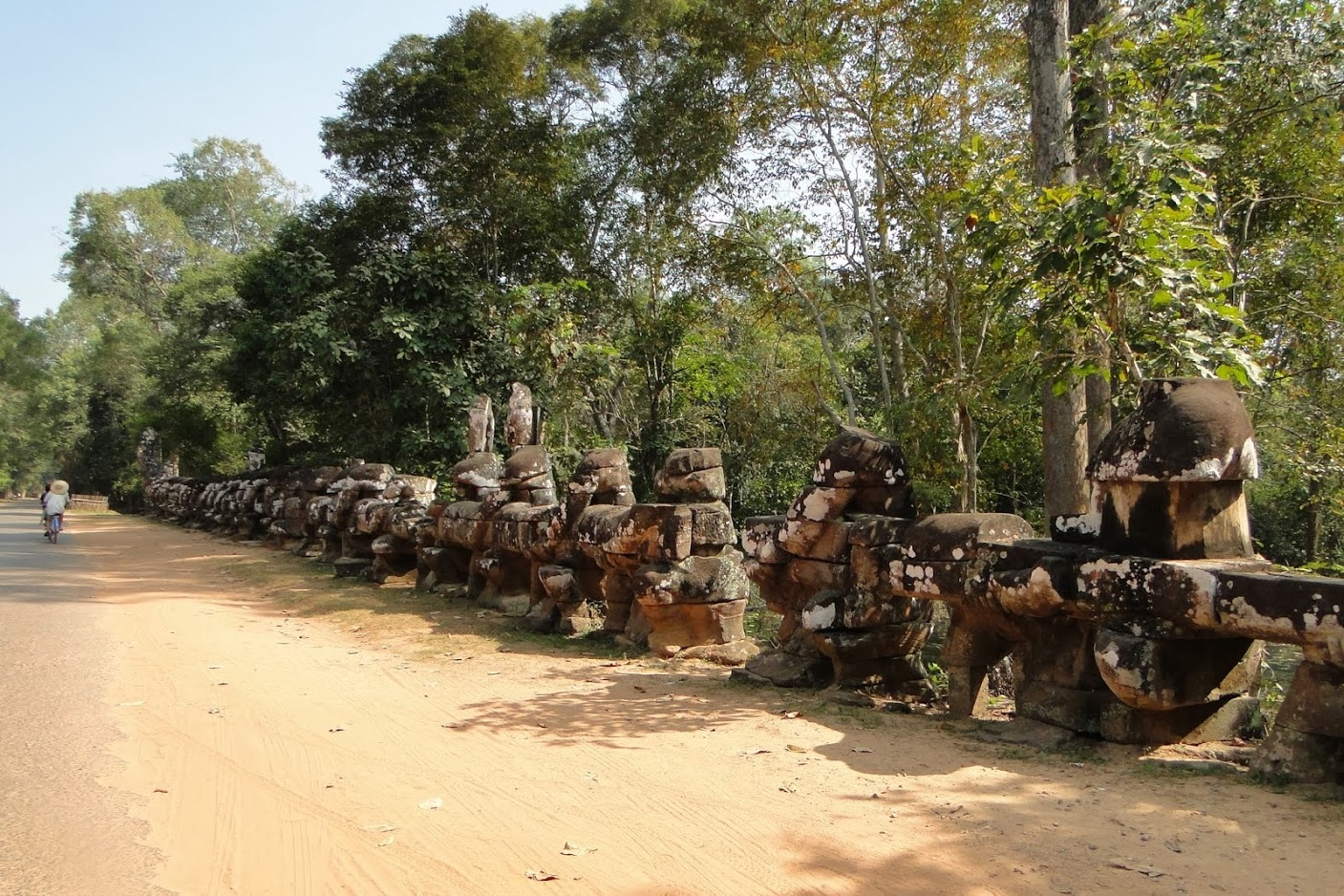
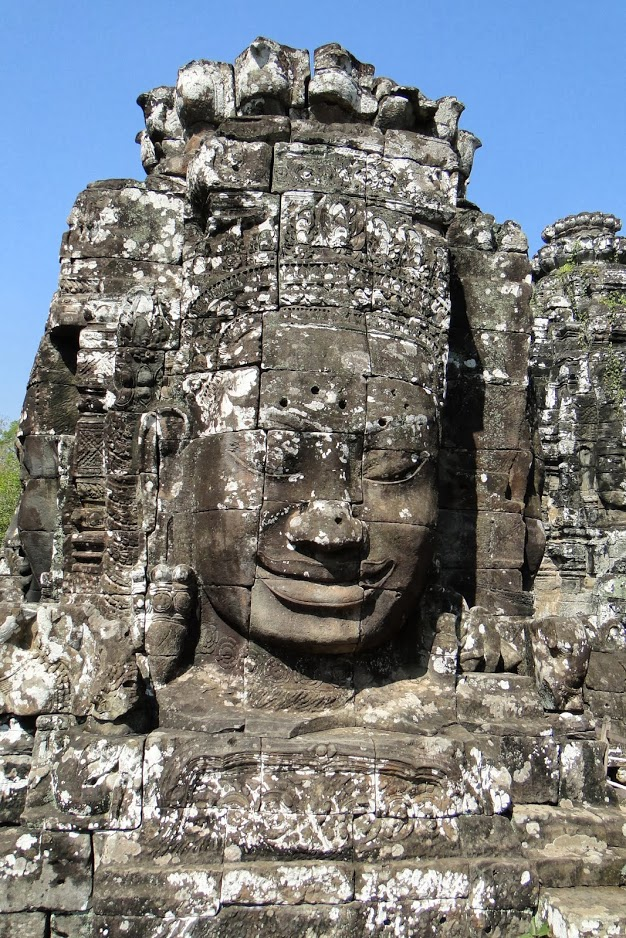
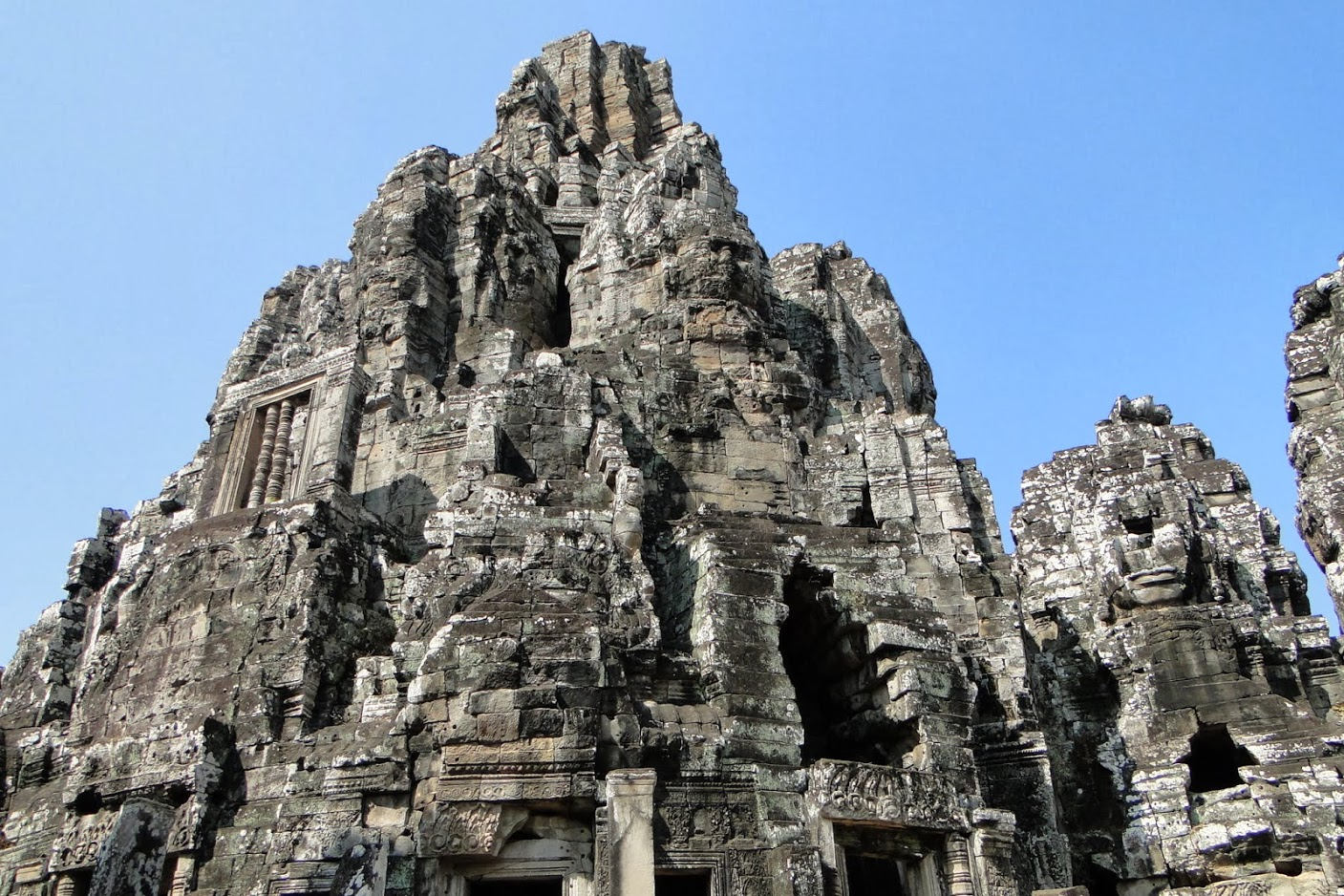
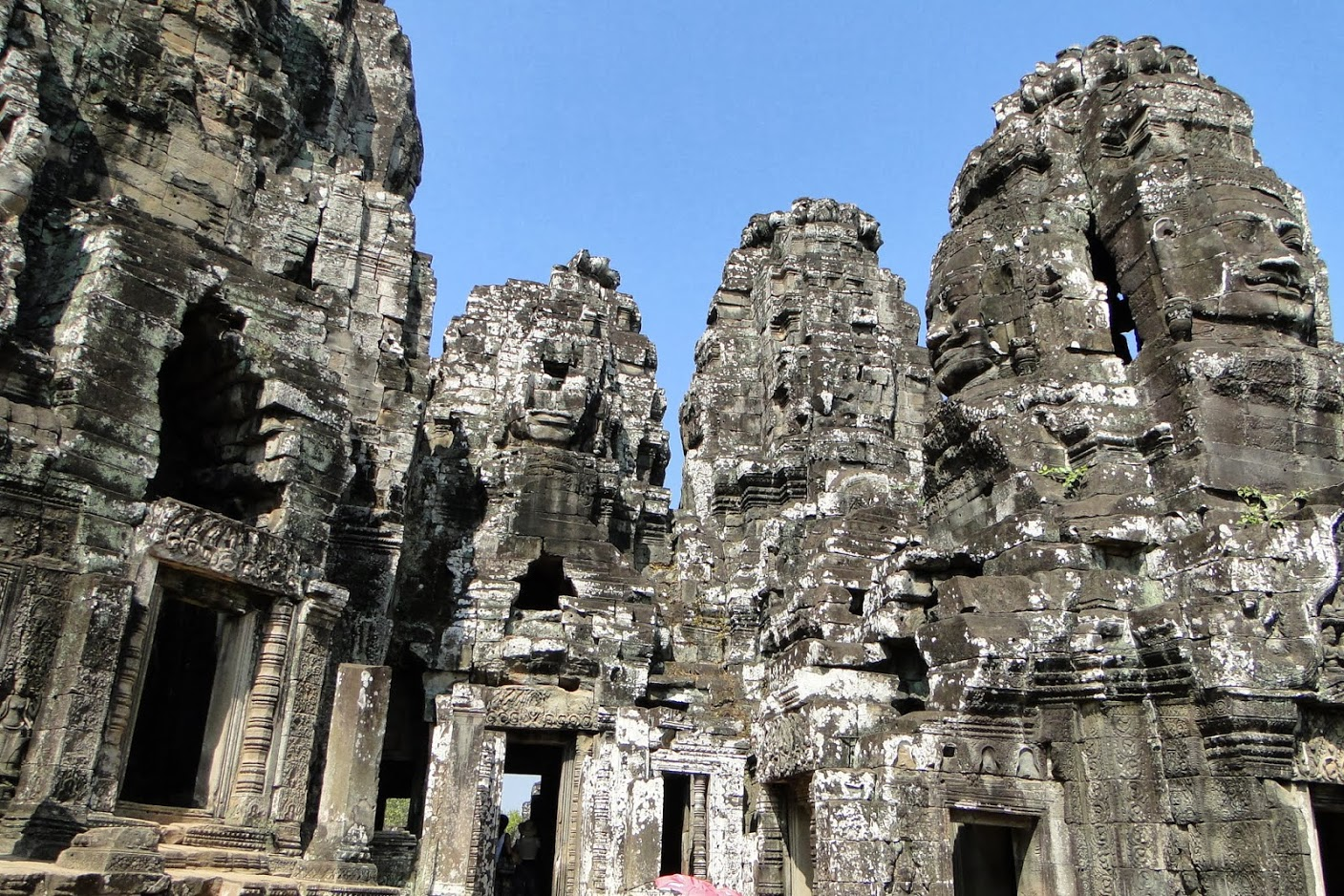
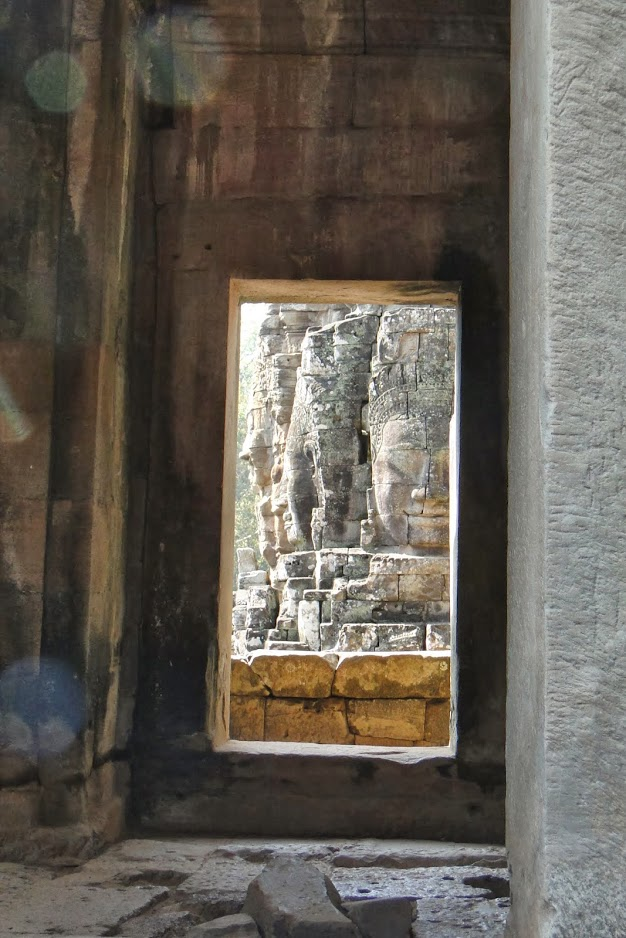
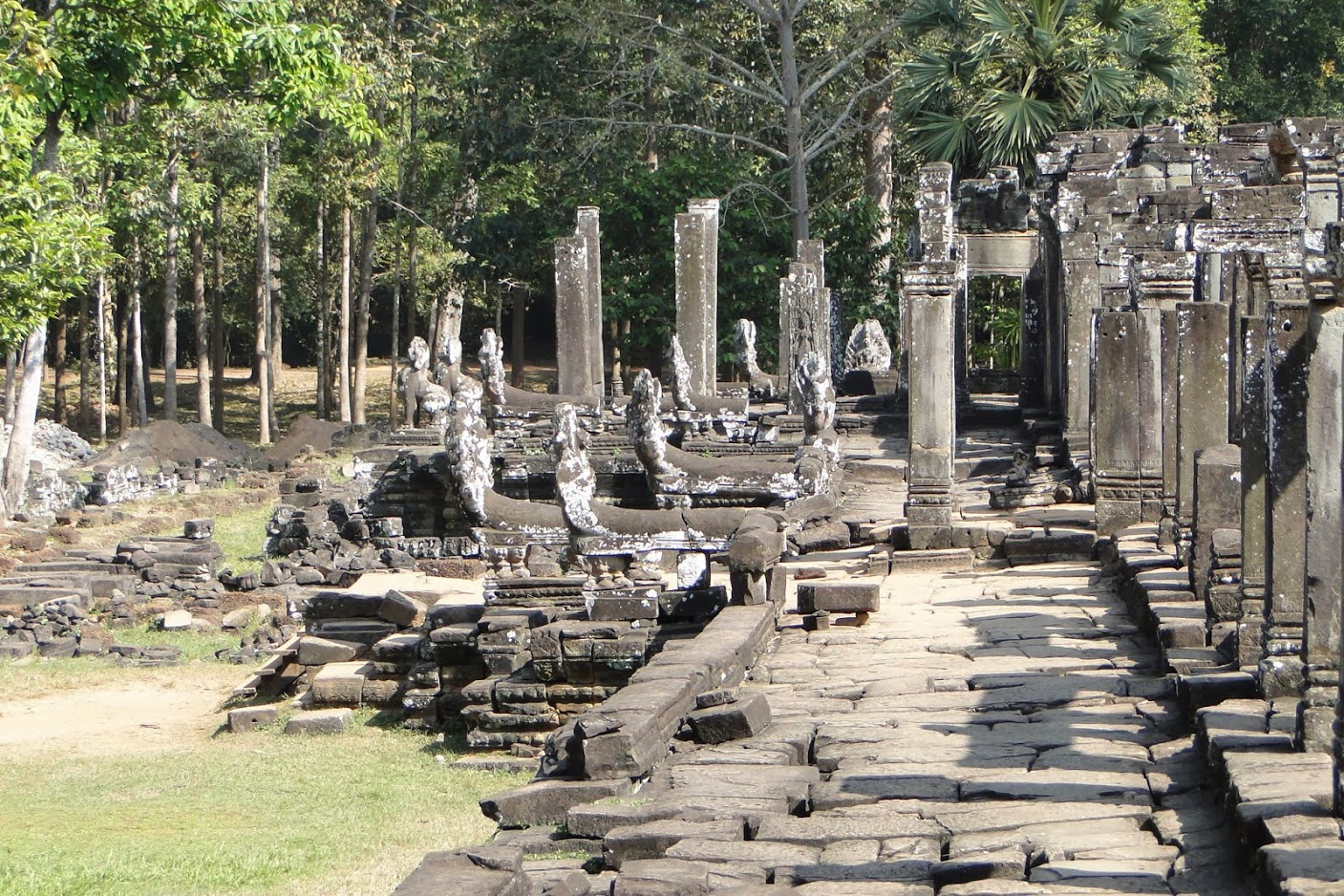
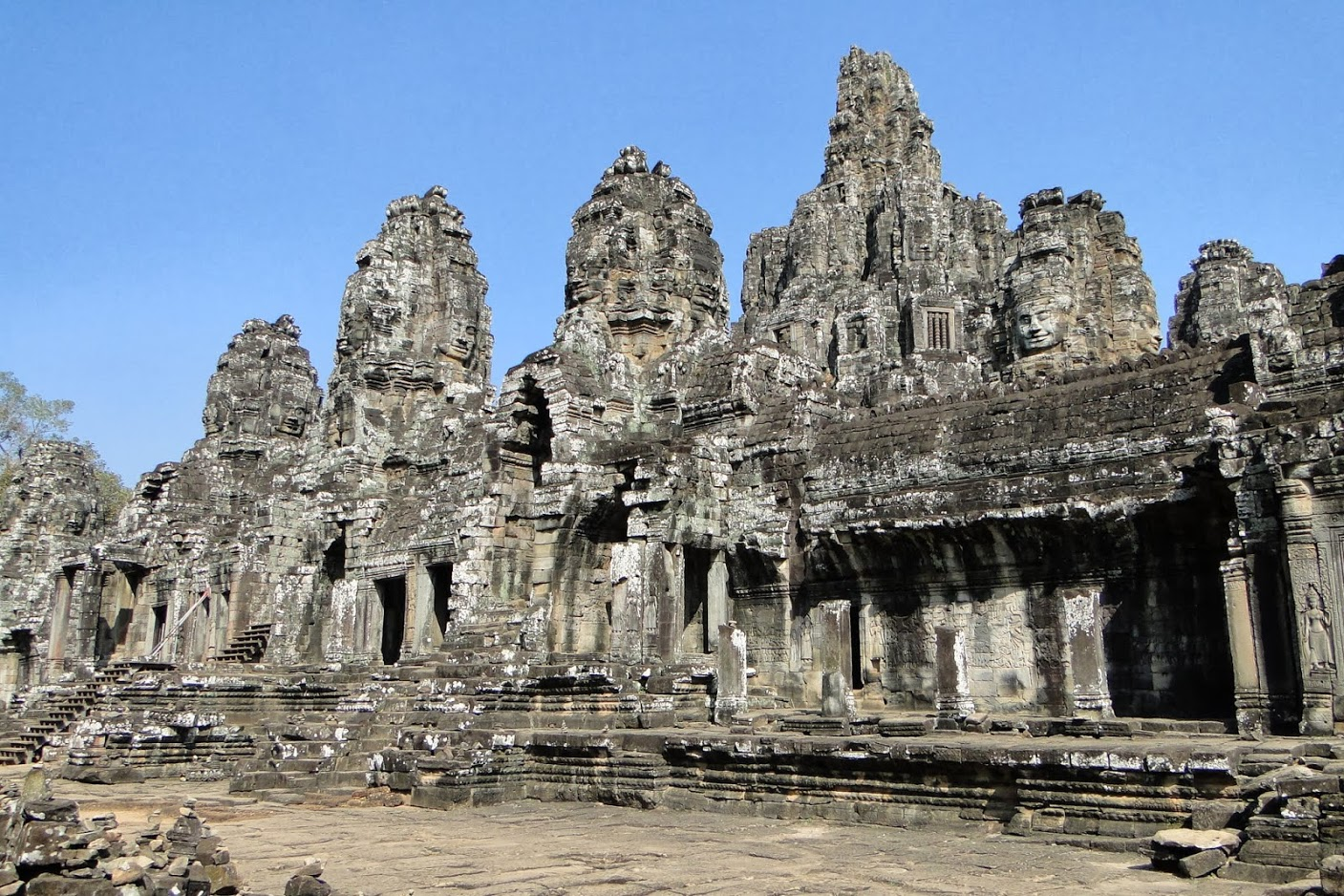